# سان نيكولو دي كوميليكو
سان نيكولو دي كوميليكو (بالإيطالية: San Nicolò di Comelico)‏ هي بلدية في مقاطعة بلونة في منطقة فنيتة الإيطالية، وتقع على بعد  130 كيلومترًا (81 ميلًا) شمال مدينة البندقية.